# Canonul occidental

Canonul occidental Cărțile și Școala Epocilor (titlu englez: The Western Canon: The Books and School of the Ages) este o carte a criticului literar american Harold Bloom, publicată în 1994 în limba engleză. A fost tradusă în limba română în 1998, la Editura Univers, și în 2007 la Editura Art, într-o nouă traducere.
Canonul occidental studiază douăzeci și șase de autori-scriitori canonici - adică influenți pentru  cultura noastră.
Această carte a luat ființă  cu dorința de a ajuta cititorul să-și aleagă cărțile, având o serie de întrebări la care să-și găsească răspunsul: ce ar trebuie să citească?, cum ar trebuie să citească? având în vedere că într-o viață de om sunt multe cărți ai marilor autori ai lumii și nu numai ai occidentului.
În partea I, Despre Canon  este o elegie a canonului, el fiind o relație între cititor și scriitor, a tot ce s-a păstrat din ceea ce s-a scris.
Partea a II-a, este despre Epoca Aristocratică, în care Shakespeare fiind centrul canonului, apoi este recomandat spre lectură Dante, Chaucer, Cervantes, Montaigne și Moliere, Milotn, Shakespeare, Samuel Johnson - criticul canonic, Goethe.
Partea a III-a, Epoca Democratică care cuprinde autorii : Wordsworth cu opera de tinerețe și Jane Austen cu romanul Persuasiune.
Walt Whitman fiind centru canonului american prin nuanțe și metafore; Emily Dickinson - toate poemele lui Emily Dickinson  au aspecte kafkiene, labirintice, poezia ei ne solicită o participare  atât de totală, încât mintea este obligată să se ridice la nivelul excelenței ei; Dickens și G. Eliot, primul prin romanul ”Casa umbrelor” și al doilea  prin romanul Middlemrach. Tostoi și Ibsen.
Partea a IV-a, Epoca haotică: din care fac parte: Freud, Proust, Joyce, Orlando a lui Woolf, Kafka, Borges, Neruda, Pessoa,  Becket.
Partea a V-a Catalogarea Canonului.
Posfața culmineză prin Importanța de a fi canonic ca fiind suma textelor reprezentative pentru spiritualitate. Rostul canonului este ordinea. Spiritul național al autorilor canonici fiind prezentat ca universal valabil.